# Волиця (Яворівський район)
Воли́ця — село в Україні Шегинівської сільської громади, у Яворівському районі Львівської області. Населення становить 1040 осіб. 
Село під назвою Титова Воля згадується з 1433 року. Згодом назву змінено на Ляцка Воля. Сьогоднішня назва села встановлена у 1947 році.

## Виникнення
Згадується під назвами «Вулька», «Вілька» і датується 1593 роком свого заснування.
Назва села «Вулька» має іншомовне походження, за іншою версією свідчить, що від вільних походжень, які назвали «воля» — Волиця.

#### За версією Івана Сагана
До 1946 року — Ляцька Воля. Село у західній частині Мостиського району, біля залізниці Львів-Держкордон, траси Львів-Шегині. Через село пливе потік, який впадає у Тростянку, а ця, своєю чергою, — у Січну (басейн Сяну).
Перша письмова згадка сягає 1433 року. В цьому ж році король Владислав Ягайло надав привілей на засування села Титова Воля, така перша назва села. Тит — виходець з Годинь. 1541 року Сігізмунд Август підтвердив цей привілей. Давнє село Титова Воля лежало за кілометр від сучасної Волиці (урочище Гостра Гора).
Чимало випробувань випало на долю селян Титової Волі. Наїзди ворогів, різні епідемії, голод стихійні лиха… Так, в 1595—1599 роках у всій Перемиській землі була велика епідемія холери (за свідченням Львівського літопису). Майже всі жителі села вимерли.
Нове село після цього було заселено (за кілометр на схід) переважно поляками і отримало назву Ляцька Воля.
1861 року через село пролягла залізниця Львів-Перемишль, будівництво якої тривало десять років.
За даними перепису 1880 року, у Ляцькій Волі було 211 будинків, населення становило 1312 осіб. В селі було два фільварки, дві корчми, гуральня, млин, школа.
В 1940-их роках значна частина польського населення Волиці була переселена до Польщі, а з Польщі натомість переселили сюди українців.
В селі є школа яка була заснована в 1954 році.

## Населення
За переписом населення 2001 року в селі мешкало 1 035 осіб.

### Мова
Розподіл населення за рідною мовою за даними перепису 2001 року:
| Мова       | Відсоток |
| ---------- | -------- |
| українська | 69,23 %  |
| польська   | 30,29 %  |
| білоруська | 0,29 %   |
| російська  | 0,10 %   |

## Релігія
Римо-католицький костел святого Йосифа, Обручника Пресвятої Діви Марії, будований від 1924 до 1928 року.
Також у селі є Церква Благовіщення Пресвятої Богородиці, яку споруджували з 1990 по 1993 роки. Храм належить парафії ПЦУ.

## Відомі люди

### Народились
- Єременко Світлана Федорівна (1959) — українська журналістка, редакторка, медіаексперт, менеджер НГО (неприбуткових громадських організацій), авторка книги «Живопис як молитва».